# Paoluccio de' Trinci
Paoluccio de' Trinci (ur. 1309 w Foligno, zm. 1391) – włoski franciszkański brat świecki, założyciel żeńskiego klasztoru Franciszkańskiego i błogosławiony Kościoła katolickiego.

## Życiorys
Paoluccio de' Trinci urodził się w 1309, a jego rodzicami byli Vagnozzo Trinci i Ottavia Orsini. W 1323 został bratem świeckim w klasztorze San Francisco w Foligno. W 1388 założył żeński klasztor Franciszkański. Zmarł w 1391. Jest czczony jako błogosławiony, a jego wspomnienie liturgiczne obchodzone jest 14 września.